# Су-25
Су-25 (за класифікацією НАТО — Frogfoot, неформально — Грак, рос. Грач) — одномісний броньований дозвуковий штурмовик, призначений для надання авіаційної підтримки у зоні бойових дій вдень та вночі за умов візуальної видимості цілі, а також знищення об'єктів із заданими координатами у випадку льотної погоди. Об'єктом ураження можуть бути наземні та надводні цілі, а також повітряні маловисотні повільні цілі (гелікоптери і транспортні літаки).

## Історія створення
На початку 1968 року Міністерство оборони СРСР вирішило розробити спеціалізований штурмовий броньований літак для забезпечення безпосередньої авіаційної підтримки Радянських сухопутних військ. Ідея створення літака для підтримки наземних сил виникла після аналізу досвіду штурмової авіації 1940-х, 1950-х та 1960-х років. Радянські винищувачі-бомбардувальники, які на той час перебували на озброєнні або були в розробці (Су-7, Су-17, МіГ-21 і МіГ-23), не відповідали вимогам для безпосередньої авіаційної підтримки армії. Вони не мали необхідної броні для захисту пілота та важливого обладнання від наземного вогню та влучань ракет, а їх висока швидкість польоту ускладнювала пілоту збереження візуального контакту з ціллю. Врахувавши ці проблеми, Павло Сухий та група провідних спеціалістів ДКБ Сухого розпочали попередні проєктні роботи за відносно короткий термін, за підтримки провідних інститутів Міністерства авіаційної промисловості та Міністерства оборони.
Літак проєктувався як дозвуковий реактивний літак, що мав високу маневровість та підвищену бойову живучість. У період 1970—1971 років проєкт літака Сухого брав участь у конкурсі проєктів штурмовика разом із проєктами ОКБ Мікояна, Яковлєва, Іллюшина та виграв його.
У вересні 1972 року захищено ескізний проєкт та макет літака. Побудова дослідного літака Т8-1 завершена в листопаді 1974 року, перший політ виконано 22 лютого 1975 року. Випробування тривали до жовтня 1976 року, після чого машини перевели на доробку. Державні випробування розпочато 1978 року.
Закінчення першого етапу випробувань вирішили провести в бойових умовах регулярної армії в Афганістані. У період з 16 квітня по 5 червня 1980 року на аеродромі в Шінданді провели 100 випробувальних вильотів, зокрема 44 реальних бойових, у яких Су-25 показав високі бойові якості. Державні випробування завершено у грудні 1980 року.
Виробництво здійснювалось на авіаційному заводі у Тбілісі, експлуатація літаків розпочалася з 1981 року. У ході серійного виробництва літак неодноразово допрацьовувався.
Перш за все доробок зазнала кабіна пілота, забезпечення захисту паливних баків шляхом їх заповнення пінополіуретаном тощо. Подібні заходи збільшили живучість літака в бойових умовах та виправдали свою доцільність під час використання їх в Афганістані. Паралельно розроблялись інакші версії літака на базі Су-25 для розв'язання інших завдань.
Наразі проводяться роботи з модернізації літаків Су-25, що перебувають на озброєнні країн-операторів.

## Модифікації

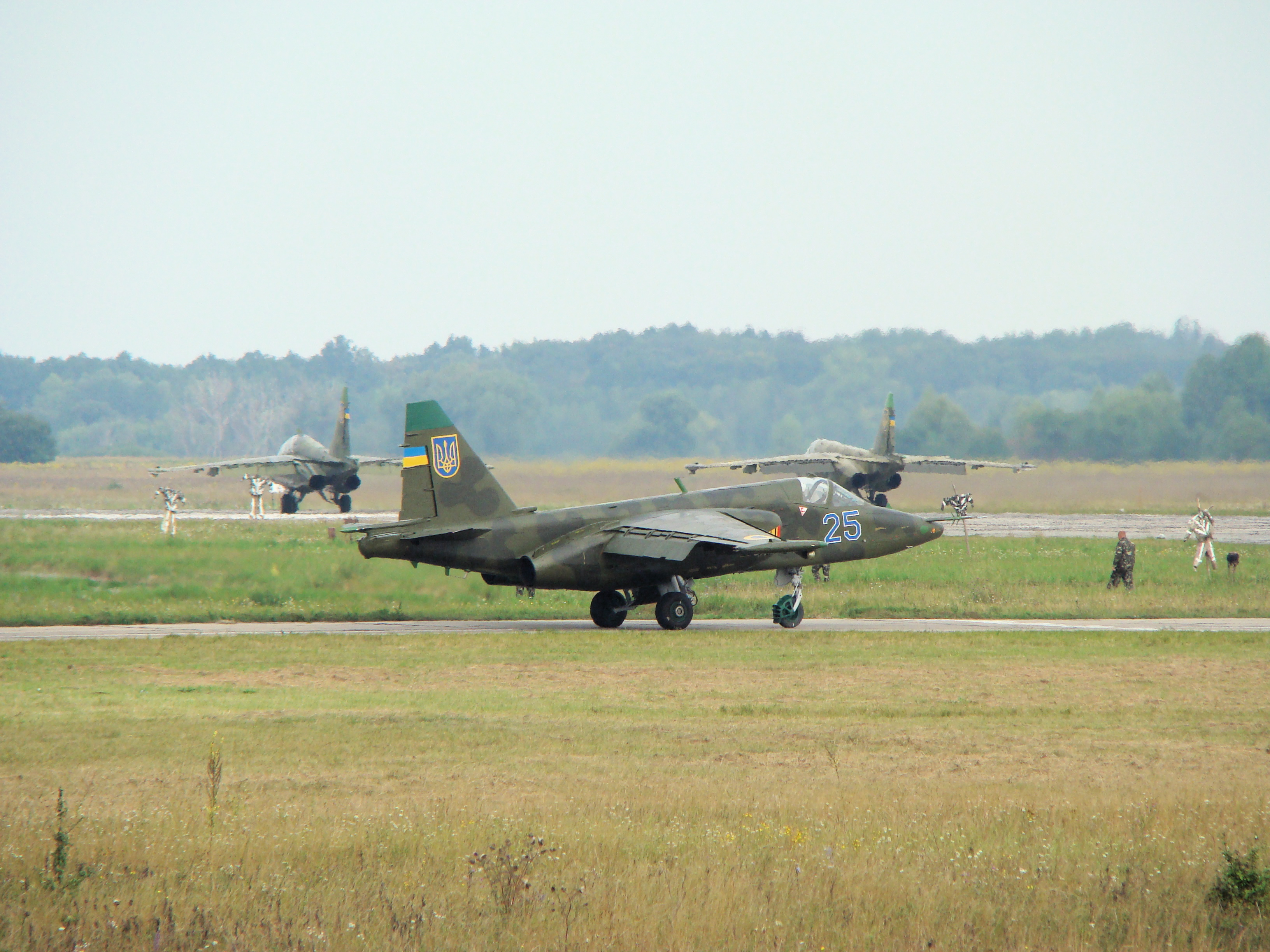
Су-25 ВПС України

За свої понад двадцять п'ять років служби Су-25 став учасником декількох збройних конфліктів. Його активно використовували радянські війська у війні в Афганістані. Іракські військово-повітряні сили використовували Су-25 проти Ірану впродовж ірано-іракської війни (1980—1989).[джерело?] 1993 року російська армія використовувала Су-25 для допомоги абхазьким бойовикам-сепаратистам проти грузинів під час Абхазької війни. Вісім років по тому македонські ВПС використовували Су-25 проти албанських сепаратистів у конфлікті в Македонії, а 2008 року Грузія і Росія застосовували Су-25 у війні в Південній Осетії.
- Су-25. Базову версію цього літака випущено на заводі 31, у Тбілісі, у Радянській Республіці Грузія. Між 1978 і 1989, 582 одномісні Су-25 випущено у Грузії, не беручи до уваги літаки, підготовлені згідно з експортною програмою Су-25К. Цей варіант літака становить основу російських військово-повітряних штурмових сил та флоту. Літак зазнав низки аварій у ході оперативних чергувань, спричинених невдалими залпами зі зброї. Внаслідок цих інцидентів використання його основного озброєння, 240-мм ракет С-24, заборонили. Таким чином, його головним озброєнням стали 500-кг фугасні бомби загального призначення ФАБ-500.
- Су-25К. Основну модель Су-25 використано як основу для комерційного експортного варіанта, відомого як Су-25К («Комерційний»). Ця модель також побудована на заводі 31 у Тбілісі. Ці літаки відрізняються від версії для радянських ВПС деякими незначними дрібницями, здебільшого внутрішнім обладнанням. Всього між 1984 та 1989 роками побудовано 180 літаків Су-25К. Також Су-25К називався проєкт корабельного варіанту.
- Су-25М1 — українська модернізація Су-25. Встановлено модернізоване обладнання українського виробництва — супутникова навігація, нова система СПС, модернізована радіостанція, сучасний лічильник прицілу.
- Су-25УБ («Навчально-бойовий») — двомісна навчальна модифікація, створена 1977 року. Призначений для підготовки і тренування пілотів. Максимальна злітна маса — 18500 кг, може здійснювати бойові завдання у повному обсязі. Випущено приблизно 350 машин. Перший прототип під назвою «Т-8УБ-1» завершено у липні 1985 року. Його перший політ здійснено з аеродрому в Улан-Уде 12 серпня цього ж року. Він був призначений для навчання та оцінювання якостей штатних пілотів, а також для підготовки пілотів-курсантів льотних шкіл радянських ВПС. Ефективність Су-25УБ відрізняється від одномісної модифікації неістотно. Засоби навігації, зброя та оглядові пристрої, а також системи керування вогнем цього двомісного варіанта дозволяють використовувати його як для навчання пілотажу, так і для виконання навчально-бойових завдань. До кінця 1986 року загалом в Улан-Уде зібрали 25 Су-25УБ, хоча до того часу державні випробування ще не завершили, а отже, літак ще не взяли на озброєння радянських ВПС.
- Су-25УБК. З 1986 по 1989 рік, паралельно з будівництвом основної модифікації Су-25УБ для бойової підготовки, Улан-Уденський завод виробляв так званий «комерційний» Су-25УБК, призначений для експорту до країн, які придбали Су-25К, з відповідними змінами у конструкції.
- Су-25УТГ (Навчально-тренувальний з гаком) — варіант Су-25УБ, призначений для підготовки пілотів на зліт і посадку на суходолі зі штучної палуби, з лижних переходів з ухилом. Перший з них вилетів у вересні 1988 року, і близько десяти підготували. Близько половини залишалися на російській службі після 1991 року, використовуються Росією з єдиного авіаносця «Адмірал Кузнєцов». Така невелика кількість літаків була недостатньою для обслуговування потреб у професійній підготовці російського повітряного перевізника, тож кілька Су-25УБ перетворили на Су-25УТГ, ці літаки відрізняють альтернативні позначення Су-25УБП («навчально-бойовий палубний»), зазначивши, що ці літаки виконують військово-морську функцію. Десять з цих літаків у наш час[коли?] служать в російських військово-морських силах у 279-му авіаційному полку.
- Су-25БМ (буксирувальник мішеней) — варіант для буксирування цілей, розробку якого започаткували в Україні 1986 року. Прототип, названий «Т-8BM1», успішно вилетів уперше 22 березня 1990 року у Тбілісі, і літак запустили у виробництво після завершення фази тестування. Су-25БМ башта була призначена для забезпечення цільового буксування об'єктів для підготовки сухопутних військ та військово-морського персоналу «земля-повітря» або військово-морських зенітно-ракетних систем. Він розрахований на двигуни від Р-195 і двигуни, обладнаних навігаційними системами на великі відстані RSDN-10, аналог західної системи LORAN.
- Су-25T («Танковий») — спеціалізована протитанкова версія, яка доволі успішно застосовувалася під час Чеченської війни. Розробники повернулися до одномісної схеми, розташувавши на місці другого пілота додаткову авіоніку. Авіоніку машини змінили, зокрема встановлено систему автоматичної індикації на лобовому склі. Варіант обладнано системою телевізійного спостереження та прицілювання «Шквал» із лазерним відстанеміром і цілевказівником у носовому конусі (ті самі використовуються на бойовому гелікоптері Ка-50), він може нести ракети «Вихор» (рос. Вихрь) із лазерним наведенням у 8-трубковій пусковій установці (Ка-50 несе ракети в 6-трубній пусковій установці). Ефективність цієї системи зброї на реактивному літаку спірна, оскільки це не зброя «вистрілив і забув», і тоді як на режимі зависання гелікоптера освітлення мішені лазерним променем небезпечне, Су-25T летить до своєї мети доти, поки запустить «Вихор», і зрештою може увійти в коло близьких засобів ППО. Можливості приладу нічного бачення «Шквал» обмежені. Для нічних операцій контейнер системи ТВ «Меркурій» із низьким рівнем випромінювання може перевозитися під фюзеляжем (що мають тільки п'ятикратне збільшення у порівнянні з 23 у «Шквала»). Також може оснащуватися «Fantasmagoria», контейнером пасивних радіолокаційних датчиків для придушення ППО. Су-25T можна також використовувати KAB-500Kr ТВ наведення бомби та важких тактичних ракет «повітря-земля» Х-29T з ТВ-наведенням. Друге покоління Су-25T, Су-25TM (також позначаються Су-39), розроблено з поліпшеною навігацією та системами нападу і стала більш живуча. Зберігаючи вбудовані в Су-25T «Шквал», він може нести «Спис» (рос. Копьё) розміщених в контейнері під фюзеляжем ракет, який використовується для знищення повітряних цілей (за допомогою ракет RVV-AE/R-77), а також кораблів (за допомогою протикорабельних ракет Х-31 і Х-35). Досі російські ВПС отримали лише невелике число кожного варіанта. Разом з тим, вдосконалення системи бортового обладнання, призначене для цих літаків, використано у Су-25СМ, проміжному оновленні модельного ряду, що випускається для російських ВПС. Зміни підвищили живучість та бойову потужність Су-25.
- Су-25KM (Комерційний модернізований), на прізвисько «Скорпіон», це оновлення Су-25. Було оголошено на початку 2001 року у Тбілісі, у партнерстві з Елбіт (Ізраїль). Прототип літака здійснив свій перший політ 18 квітня 2001 року у Тбілісі з розпізнавальними знаками грузинських ВПС. Ці літаки використовують стандартний планер Су-25 з покращеною авіонікою, зокрема поліпшено скло кабіни, цифрові карти генератора, шолом-дисплей, комп'ютеризовані системи озброєнь. Вдосконалення стосуються підвищення точності навігаційної системи, сумісної зі стандартами НАТО. Випустили кілька літаків для грузинських військово-повітряних сил під псевдонімом «Міміно» (Sparrowhawk).
- Су-28 (також Су-25УТ — навчально-тренувальний). Проєкт легкого літака, який розробили 1981 року для заміни Чехословацького Aero Л-39 Альбатрос. Єдиний здатний літати зразок збудували 1987 року на основі Су-25УБ як приватну ініціативу ДКБ Сухого. На відміну від базового Су-25УБ у літаку відсутнє обладнання бойового застосування: зброя, броня і двигун. На початку 90-х років XX століття через фінансові проблеми проєкт заморозили, а потім остаточно закрили. Серійно не вироблявся.
- Су-25Р («Розвідник») — тактичний розвідувальний варіант. Проєкт розроблено 1978 року, але так і не побудовано.
- Су-25У3 («Навчальний 3-місний») — також відомий як «Українська трійка». Проєкт, розробку якого призупинили 1991 року через відсутність фінансування.
- Су-25У («Навчальний») — тренувальний варіант Су-25, вироблявся в Грузії у період з 1996 по 1998 рік. Побудовано три літаки.
- Су-39 — протитанковий штурмовик, подальший розвиток Су-25Т. Обладнаний радіолокаційною станцією «Спис-25» (рос. Копьё-25) у підвісному контейнері.Конструкція літака

### Су-25СМ3 та Су-25УБМ2
Модифікація Су-25СМ3 була створена в 2013—2014 роках. Варіант Су-25СМ3 істотно відрізняється від попередніх модифікацій Су-25СМ як за озброєнням, так і за бортовим обладнанням.
В кабіні пілота встановлений багатофункціональний дисплей. Літак обладнаний комплексом радіоелектронної боротьби «Вітебськ-25», тепловізором-лазерним далекоміром «Солт-25», значно розширена номенклатура застосованих авіаційних засобів ураження. На відміну від попередніх модифікацій, Су-25СМ3 здатен знищувати маломірні рухомі і нерухомі наземні об'єкти без візуальної видимості в складних метеоумовах, а також повітряні цілі.
Модифікації Су-25СМ3 та Су-25УБМ2 здатні застосовувати керовані ракети з лазерним наведенням Х-58УШ, Х-25МЛ та Х-29Л, керовані ракети з наведенням за телевізійним каналом Х-29Т/ТД/ТЕ, а також керовані бомби КАБ-500С (наведення за супутниковою навігацією) та КАБ-500КР (наведення за кореляційною відеокамерою). Вражати повітряні цілі літак зможе ракетою Р-73.
Маса порожнього літака становить 9750 кг, нормальне бомбове навантаження дорівнює 1000 кг, максимальне — 4000 кг. Максимальна швидкість польоту з нормальним навантаженням на висоті 200 м дорівнює 950 км/год, а максимальна висота застосування — 7000 м. Практична дальність польоту з крейсерською швидкістю (650 км/год) та нормальним бойовим навантаженням становить 510 км.

## Бойове застосування
Бойове застосування Су-25 розпочалось під час війни в Афганістані. Перші бойові вильоти стались в кінці квітня 1980 року. Після розвалу СРСР літаки Су-25 були застосовані у війні в Абхазії, в Карабаському конфлікті між Вірменією та Азербайджаном у 1992—1994 рр., в зіткненнях на кордоні між Таджикистаном і Афганістаном у 1993—1994 роках на тлі громадянської війни в Афганістані. Російські війська використовували Су-25 під час війни в Чечні. Також Су-25 увійшли до арсеналу російського контингенту в Сирії. Українські військові використовували Су-25 під час війни на Сході України та повномасштабній війні у 2022 році.

### Війна в Афганістані
На початку радянської інтервенції до Афганістану основний тягар надання підтримки з повітря, а також завдання бомбових ударів ліг на винищувач-бомбардувальник Су-17 та винищувачі МіГ-21 та МіГ-23. Насправді побоювання втручання третіх держав до конфлікту призвело до того, що винищувальна авіація переважала серед авіаційної групи радянського контингенту. Проте, винищувачі та швидкісні бомбардувальники не зовсім відповідали поставленим завданням: мали недостатній захист від наявних у моджахедів засобів ППО, висока швидкість польоту заважала завдавати точних ударів. Натомість штурмовик Су-25 був маневровим, здатним завдавати точних ударів з порівняно невеликої висоти.
Випробування та оцінка Су-25 у бойових умовах розпочалась під час операції «Ромб»: 18 квітня 1980 року два протитипи, з номерами Т8-1Д та Т8-3 були передислоковані на авіабазу Шинданд.
Перші польоти ознайомлення в небі Афганістану відбулись 21 квітня 1980. А вже 29 квітня (через 11 днів після прибуття до країни) літаки надавали підтримку з повітря радянським військам у провінції.
За 50 днів випробування в операції «Ромб» два прототипи Су-25 здійснили 56 випробувальних і 44 бойових вильотів. Випробувальні польоти завершились 16 травня. За час операції літаки здійснювали бойові вильоти з максимальним навантаженням: 8 бомб ФАБ-500, або 8 бомб ОФАБ-100. Серед використаного озброєння були: ракети калібру 57 мм, 80 мм, 240 мм та 250 мм, некеровані бомби вагою 100 кг, 250 кг, та 500 кг, касетні бомби РБК-250-275 та бетонобійні БетАБ-500.
За спогадами льотчика Олександра Іванова, 500 кг некеровані бомби зазвичай влучали в радіусі 10 м від цілі.
У квітні 1986 року почалось застосування ракет із лазерним наведенням Х-25МЛ та Х-29Л вдень. Однак, оскільки штатна станція підсвічування Клен-ПС була не дуже зручною для використання з повітря. Для підвищення ефективності наведення техніки 378 ОШАП встановили станцію Клен-ПС зі списаного Су-25 на БТР-80. В результаті була отримана машина БОМАН (бойова машина авіаційного націлювача).
Серед пілотів Су-25 в Афганістані був майбутній перший і останній віцепрезидент Російської Федерації Олександр Руцькой. Його літак був збитий двічі над базою моджахедів Джавара (провінція Хост): у квітні 1986 року вогнем з землі та 4 серпня 1988 року пакистанським винищувачем F-16. Пара винищувачів F-16 під командуванням льотчика-винищувача Атера Бохарі (англ. Athar Bokhari) вирушила з бази Камра до Міраншаху на перехоплення радянських МіГ-23, ланка яких прикривала вісімку Су-25. Пакистанські льотчики помітили радянські штурмовики не одразу. Радарний контакт Атер встановив на відстані 42 км, на відстані 33 км на радарі побачив розділення групи штурмовиків, ракету AIM-9 Sidewinder пустив з відстані 4600 м. Руцькой приземлився за 15—20 км від кордону, 5 діб блукав горами, потрапив у полон і через тиждень був повернутий пакистанською владою до Афганістану.
Збиття Су-25 з Руцьким — єдиний випадок, який пакистанці вважають сутичкою з радянськими літаками. Решту повітряних боїв вони відносять до ВПС Афганістану.
Всього за час війни в Афганістані радянські Су-25 здійснили понад 60 тисяч бойових вильотів. За офіційними даними, збито 23 літаки, 12 пілотів загинуло. З 1984 по 1988 рік зафіксовано 163 пуски ракет земля-повітря по літаках Су-25 зі складу 378 ОШАП, збито ракетами тільки 12 літаків. Іще не визначена кількість літаків була втрачена через обставини, не пов'язані з бойовими діями. Не менше 9 літаків були знищені на землі ударами артилерії та мінометними нальотами.
Використання Су-25 для повітряної підтримки з невеликої висоти обмежили після 1985 року. Переважну частину бойових вильотів відтоді літак виконував роль класичного бомбардувальника.

### Перша російсько-чеченська війна
Штурмовики Су-25 стали першими літаками російських ВПС, що з'явилися над Чечнею. Ще до введення російських військ восени 1994 року кілька таких літаків з зафарбованими розпізнавальними знаками підтримували загони, опозиційні режиму Дудаєва.
Всього з 27 листопада 1994 до бойових дій на території Чечні залучили два штурмових полки, озброєних Су-25 — 461-й і 368-й, які базувалися на аеродромах Краснодар-Центральний і Будьонновськ відповідно.
З розширенням масштабу конфлікту до бойових дій був притягнутий також особовий склад і техніка 960-го шап (аеродром Приморсько-Ахтарськ), а також 899-го окапу (Бутурліновка) і 4-го Центра підготовки особового складу (Липецьк).
Першими бойовими завданнями для штурмовиків стало знищення авіації на території Чечні. Льотчики, що мали багатий досвід Афганістану, Абхазії і Таджикистану, блискуче впоралися зі своїм завданням, не давши Дудаєву застосувати свої кілька десятків різномастих (здебільшого застарілих) літаків і вертольотів проти російських військ.
Але вже в перших вильотах льотчики відчули протидію ППО підрозділів Дудаєва. Ще в 1991—1992 роках після роззброєння частин колишньої Радянської Армії чеченцям дісталось деяка кількість ЗСУ-23-4 «Шилка» і велика кількість досить мобільних ЗУ-23-2 (їх чеченці встановлювали на шасі позашляховиків). Саме жертвою обслуги «Шилки» став літак майора Миколи Улюмжановіча Баірова, збитий 4 лютого 1995. Однак, доля льотчика досі залишається невідомою (тіло на місці падіння літака не знайдено).
5 травня того ж року при атаці наземної цілі з пікірування із застосуванням некерованих ракет типу С-8 у складі пари збитий літак Су-25, пілотований заступником командира полку з виховної роботи підполковником Володимиром Івановичем Сарабєєвим (випускник Чернігівського ВВАУЛ-81).
Ще два літаки були збиті в ході бойових дій в 1996 році: 4 квітня при атаці наземної цілі в районі н.п. Гойське збитий Су-25, пілотований старшим льотчиком майором Олександром Валентиновичем Матвієнком. Льотчик підібраний вертольотом Мі-8. Літак був уражений з ЗСУ «Шилка». А 5 травня при роботі в складі пари по наземних цілях втрачений літак Су-25УБ, пілотований екіпажем у складі заступника командира полку полковника Ігоря Валентиновича Свірідова і старшого льотчика майора Олега Миколайовича Ісаєва (випускник Барнаульського ВВАУЛ-88). Екіпаж загинув.
Таким чином, за Першу війну ВПС РФ втратили чотири літаки і стільки ж льотчиків.
Статистика ураження Су-25 була наступною:
| Тип ураження   | Кількість випадків | Відсоток |
| Калібр 5,45-мм | 10                 | 41       |
| Калібр 7,62-мм | 7                  | 29       |
| Калібр 12,7-мм | 4                  | 16       |
| Калібр 23-мм   | 5                  | 20,8     |

### Російсько-українська війна на сході України (2014—2022)

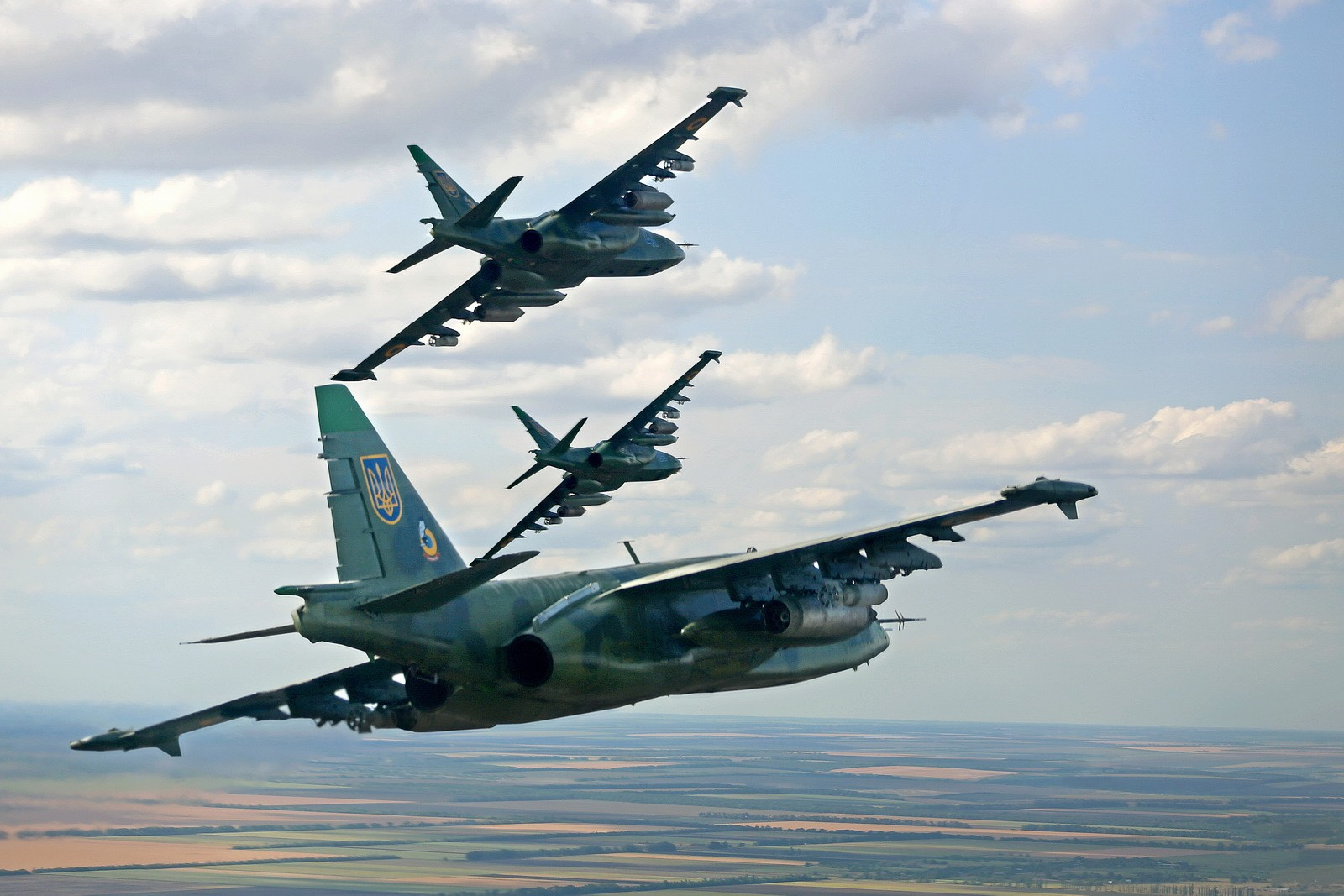
Су-25 Українських ВПС, вересень 2013 року

Попереджувальні постріли Су-25 були серед перших пострілів у битві за Донецький аеропорт. Вранці 26 травня 2014 споруду міжнародного аеропорту «Донецьк» імені С. Прокоф'єва захопили терористи. Вдень терористам висунули ультиматум скласти зброю та здатися військовослужбовцям, які беруть участь в антитерористичній операції. У разі невиконання вимог повідомлялося про можливість застосування силового варіанту звільнення будівель і території міжнародного аеропорту «Донецьк».
Терористи не виконали вимог українських силовиків, тому по позиціях бойовиків після закінчення часу ультиматуму завдано авіаційного удару — літак Су-25 виконав попереджувальні постріли, аби примусити терористів виконати умови учасників АТО, після чого літак МіГ-29 завдав авіаудару по місцях скупчення бойовиків[джерело?].
За спогадами учасника подій, Су-25 вилетіли того дня з аеродрому Чугуєва, основним завданням було відвернути увагу бойовиків на себе, дати можливість транспортним гелікоптерам безпечно доставити особовий склад. Оскільки льотчики були поінформовані про наявність у бойовиків ПЗРК, вирішено діяти з безпечної висоти, а спускатись лише з метою завдати удару по бойовиках.
Надалі того дня авіаційну підтримку українським військовим надавали вертольоти Мі-24 армійської авіації Сухопутних військ ЗС України.
2 червня 2014 року Су-25 надавали підтримку прикордонникам під Луганськом, завдаючи ударів по об'єктах бойовиків. Зокрема, літаки знищили два блокпости терористів. Дії штурмовиків прикривали винищувачі Повітряних Сил України, але їхній роботі заважала низька хмарність. «В одному з бойових епізодів винищувач опустився нижче хмар, піддався обстрілу терористів, але виконав бойове завдання і повернувся на базу».
17 липня 2014 року Су-25 здійснював пошук артилерійських позицій російських найманців, які вели вогонь по бійцях 72-ї механізованої бригади. Російський винищувач МіГ-29, що стартував з ростовського аеровузла, вторгся в повітряний простір України і збив український літак пуском ракети «повітря-повітря» Р-27Т.
23 липня 2014 року на бойове завдання в район українсько-російського кордону вилетіла група з трьох літаків 299-ї бригади тактичної авіації: двох Су-25М1 з бортовими номерами «04» та «08», а також одного Су-25 під номером «33». Російським військовим вдалось збити пару українських штурмовиків. Лише літак "08" синій, пілотований Владиславом Волошиним, зміг вийти з бою неушкодженим. Два штурмовики збито, пілот одного — командир ескадрильї підполковник Юрій Шевцов потрапив у полон. З боку російських терористів лунали заяви про збиття українських літаків з ПЗРК, однак є підстави вважати, що їх збив російський винищувач.
Літаки Су-25 також надавали допомогу українським підрозділам, які під час виходу з Іловайська зазнали масованого удару зведених підрозділів бойовиків і частин регулярної армії РФ. Для знищення сил російських бойовиків та військових, які перекрили шлях виходу з Іловайська, була відправлена пара Су-25 (ведучий Владислав Волошин) та пара МіГ-29.
Після вдалого виконання бойового завдання у районі Іловайська пара Су-25 поверталась на аеродром базування на гранично малій висоті — 50 метрів. Така висота знижує до мінімуму загрозу потрапити в поле зору ворожих засобів ППО. Раптом ведучий пари, капітан Волошин, помітив на пагорбку скупчення військової техніки противника, про що встиг повідомити свого відомого, після чого був збитий. На думку льотчика, збитий він був ракетою ЗРГК Панцир-С1, проте за іншими даними, російські терористичні війська застосували ЗРК «Оса-АКМ».
Волошину вдалось катапультуватися, проте був пошкоджений правий ліктьовий суглоб. Після приземлення льотчику вдалося дістатись до покинутого будинку на околицях Старобешеве, де він знайшов цивільний одяг. За кілька діб Волошин зміг вийти на вільну від російських бойовиків територію. Після 29 серпня 2014 року авіація збройних сил України в зоні АТО не застосовувалась через високе насичення підрозділів російських бойовиків засобами ППО.

#### Звинувачення російської пропаганди
17 липня 2014 року біля Тореза Донецької області був збитий літак Boeing 777 компанії «Malaysia Airlines», внаслідок чого загинули всі пасажири та екіпаж (загалом 298 осіб). Літак виконував регулярний рейс MH17 Амстердам — Куала-Лумпур.
Вже 22 липня генерал-лейтенант Андрій Картаполов, начальник штабу — перший заступник командувача військ Західного військового округу від імені Генерального штабу Збройних сил Російської Федерації заявив, що російськими засобами контролю зафіксований набір висоти літака українських ВПС, ймовірно Су-25, у напрямі малайзійського боїнга. За словами Картаполова, Су-25 може набирати висоту в 10 тисяч метрів та нести ракети класу «повітря-повітря» Р-60.
10 березня 2015 німецькі медіакомпанії NDR та WDR і газета «Süddeutsche Zeitung» оприлюднили інтерв'ю, яке дав Володимир Бабак, президент науково-виробничого концерну «Штурмовики Сухого», генеральний конструктор літака Су-25, який займається цим штурмовиком близько 30 років. Він спростував версію про те, що малайзійський Boeing, який летів рейсом МН-17, начебто міг бути збитий таким штурмовиком:
1. Бабак та його команда «сконструювали цей літак так, що він може застосовуватися лише на малих та середніх висотах», і призначений для бомбардування наземних цілей. Штурмовик міг би атакувати Boeing на висоті три-чотири тисячі метрів, але збити літак, що летить на висоті 10 500, Су-25 не може, хоча й може короткочасно підійматися на велику висоту.
2. Для того, щоб знищити Boeing, на Су-25 необхідно встановити важкі ракети. Ракети класу «повітря-повітря» могли завдати малайзійському літаку лише пошкоджень, але не можуть його знищити, а Boeing розвалився у повітрі одномоментно, у мить катастрофи.

Попри те, російська пропаганда й далі поширювала версії про начебто здатність штурмовика Су-25 знищити такий великий літак, як Боїнг 777. Так, наприклад, 11 березня 2015 російський пропагандистський канал «Russia Today» поширив твердження генерал-лейтенанта Олександра Маслова, колишнього командувача російських військово-повітряних сил про те, що Боїнг був збитий саме Су-25: характер ушкоджень, за словами генерал-лейтенанта, свідчить, що Боїнг був вражений ракетами повітря-повітря та водночас обстріляний гарматою калібром 30 мм. Маслов заявляв те саме і раніше, наприклад, 24 липня 2014 року ТАСС поширила його заяву про те, що Боїнг збитий українським Су-25 і мав упасти на території Росії. Також російська пропаганда приписувала відповідальність за збитий літак українському льотчику Владиславу Волошину.
Однак, результати розслідування Ради з питань безпеки Нідерландів та українських слідчих показали повну безпідставність таких звинувачень; опублікувано докази того, що Боїнг насправді був збитий боєголовкою 9Н314М ракети системи ЗРК «Бук», яка була випущена з підконтрольної російським терористам території.

### Громадянська війна в Сирії

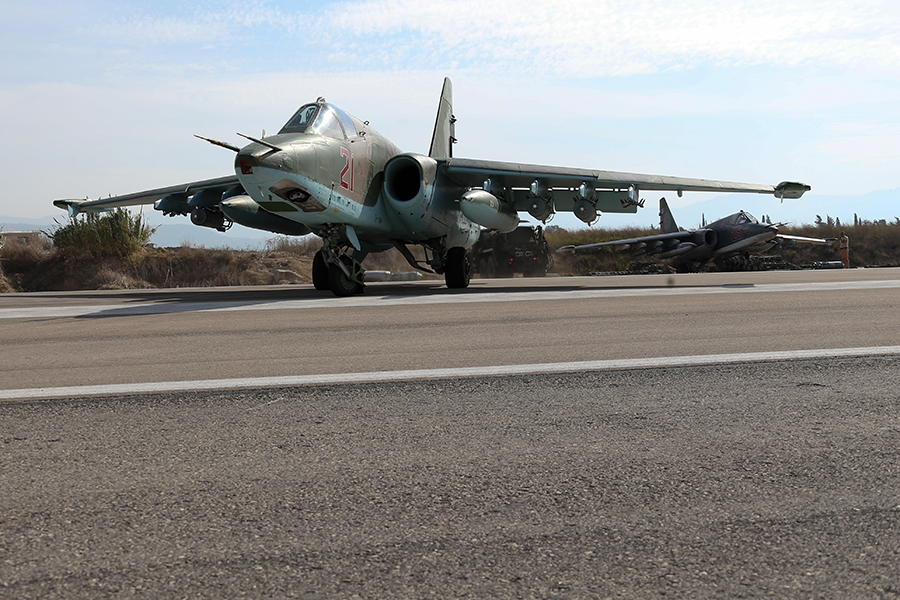
Російський Су-25 на авіабазі Хмеймім (Міжнародний аеропорт імені Басіля Аль-Ассада)

Літаки Су-25 використовуються російським військовим контингентом в Сирії.

### Друга карабаська війна
Азербайджан тривалий час заперечував застосування пілотованої ударної авіації у війні в Нагірному Карабасі, але в грудні 2020 року були опубліковані дані про дії штурмовиків Су-25.
За офіційними даними, льотчики Повітряних сил Азербайджану здійснили понад 600 бойових вильотів під час війни з 27 вересня по 9 листопада 2020 року. Азербайджан використовував Су-25 для знищення ворожих ППО із використанням коригованих боєприпасів з лазерним наведенням.
При цьому один літак був збитий вірменськими ППО 4 жовтня в районі Джебраїла. Пілот загинув.

### Повномасштабне російське вторгнення 2022 року
Су-25 інтенсивно використовуються обома сторонами війни.
Вже в перші години українські штурмовики були залучені до нанесення ударів по колонах російських загарбників. Так, пара українських Су-25М1 завдала удару некерованими ракетами по колоні, що рухалась з окупованого Криму на північ. В цьому бою загинув капітан Олександр Щербаков.
За повідомленнями російського міністерства оборони, до 9 липня 2022 року загарбники збили 70 українських літаків Су-25. Згідно з відкритими даними, до початку повномасштабної війни Україна мала у кілька разів менше літаків цього типу.
Серед іншого, українські Су-25 виходили на бойове завдання з блоками некерованих авіаційних ракет Б-13Л (кожен блок споряджений до 5 122-мм ракетами С-13).
На російському Су-25 був збитий і льотчик з найвищим званням — генерал-майор у відставці 63-річний Канамат Боташев. 22 травня 2022 року в Луганській області військові 80 ОДШБр знищили його літак пострілом з ПЗРК «Ігла». Існують усі підстави вважати, що відставний генерал був найманцем ПВК «Вагнера» або іншого подібного російського формування.
У липні 2022 року поширили відео повітряних ударів штурмовиками Су-25 тактичної авіації Повітряних Сил ЗСУ, на яких було помітне застосування некерованих ракет С-25 (С-25-ОФ або С-25-ОФМ).
15 липня 2022 року поширили фото українського Су-25М1 перед бойовим вильотом з підвішеними некерованими 240-мм ракетами С-24.
Станом на 14 липня 2025 року редактори Oryx Blog знайшли фото чи відео підтвердження безповоротної втрати Росією 39 штурмовиків Су-25, ще низка були пошкоджені. Україна, за даними Oryx, втратила 22 Су-25.

## Аварії та катастрофи
Вказано випадки які відомо у ЗМІ. Російські втрати під час російського вторгнення в Україну наведено лише підтверджені на відео, супутником, некрологом чи іншим способом.

### Втрати СРСР та РФ
| №   | дата | приналежність                                                                                             | місце | жертви | подробиці |
| --- | --- | --- | --- | --- | --- |
| 1   | 23.06.1980                                                                                                | ВПС СРСР                                                                                                  | СРСР | 1 загиблий                                                                                                | катастрофа під час випробувального польоту |
| 2   | 14.12.1981                                                                                                | ВПС СРСР                                                                                                  | Шінданд                                                                                                   | 1 загиблий                                                                                                | перша відома втрата Су-25 у ході військового вторгнення СРСР до Афганістану |
| 3   | 14.04.1983                                                                                                | ВПС СРСР                                                                                                  | СРСР | — | не встановлено |
| 4   | 16.01.1984                                                                                                | ВПС СРСР                                                                                                  | Ургун | 1 загиблий                                                                                                | збитий з землі у ході військового вторгнення СРСР до Афганістану |
| 5   | 20.09.1984                                                                                                | ВПС СРСР                                                                                                  | Баграм | — | розбився при посадці |
| 6   | 10.12.1984                                                                                                | ВПС СРСР                                                                                                  | Панджшер                                                                                                  | 1 загиблий                                                                                                | збитий з землі у ході військового вторгнення СРСР до Афганістану |
| 7   | 22.07.1985                                                                                                | ВПС СРСР                                                                                                  | Панджшер                                                                                                  | 1 загиблий                                                                                                | збитий з землі у ході військового вторгнення СРСР до Афганістану |
| 8   | 06.04.1986                                                                                                | ВПС СРСР                                                                                                  | Баграм | — | збитий з землі у ході військового вторгнення СРСР до Афганістану |
| 9   | 18.04.1986                                                                                                | ВПС СРСР                                                                                                  | Баграм | — | збитий з землі у ході військового вторгнення СРСР до Афганістану |
| 10  | 23.08.1986                                                                                                | ВПС СРСР                                                                                                  | Шінданд                                                                                                   | — | збитий у повітрі ракетою з території Ірану |
| 11  | 02.10.1986                                                                                                | ВПС СРСР                                                                                                  | Баграм | 1 загиблий                                                                                                | помилка екіпажу |
| 12  | 02.11.1986                                                                                                | ВПС СРСР                                                                                                  | не встановлено                                                                                            | 1 загиблий                                                                                                | збитий з землі у ході військового вторгнення СРСР до Афганістану |
| 13  | 18.11.1986                                                                                                | ВПС СРСР                                                                                                  | не встановлено                                                                                            | — | збитий з землі у ході військового вторгнення СРСР до Афганістану |
| 14  | 20.11.1986                                                                                                | ВПС СРСР                                                                                                  | Саланг | 1 загиблий                                                                                                | збитий з землі у ході військового вторгнення СРСР до Афганістану |
| 15  | 03.12.1986                                                                                                | ВПС СРСР                                                                                                  | не встановлено                                                                                            | — | збитий з землі у ході військового вторгнення СРСР до Афганістану |
| 16  | 21.01.1987                                                                                                | ВПС СРСР                                                                                                  | Баграм | 1 загиблий                                                                                                | збитий з землі у ході військового вторгнення СРСР до Афганістану |
| 17  | 28.01.1987                                                                                                | ВПС СРСР                                                                                                  | Хост | — | збитий з землі у ході військового вторгнення СРСР до Афганістану |
| 18  | 05.02.1987                                                                                                | ВПС СРСР                                                                                                  | Кандагар                                                                                                  | 1 загиблий                                                                                                | збитий з землі у ході військового вторгнення СРСР до Афганістану |
| 19  | 02.04.1987                                                                                                | ВПС СРСР                                                                                                  | Баграм | — | збитий з землі у ході військового вторгнення СРСР до Афганістану |
| 20  | 01.06.1987                                                                                                | ВПС СРСР                                                                                                  | Кандагар                                                                                                  | — | збитий з землі у ході військового вторгнення СРСР до Афганістану |
| 21  | 20.06.1987                                                                                                | ВПС СРСР                                                                                                  | не встановлено                                                                                            | 1 загиблий                                                                                                | збитий з землі у ході військового вторгнення СРСР до Афганістану |
| 22  | 13.09.1987                                                                                                | ВПС СРСР                                                                                                  | Баракі | 1 загиблий                                                                                                | збитий з землі |
| 23  | 21.10.1987                                                                                                | ВПС СРСР                                                                                                  | Баграм | — | збитий з землі |
| 24  | 26.12.1987                                                                                                | ВПС СРСР                                                                                                  | не встановлено                                                                                            | 1 загиблий                                                                                                | збитий з землі |
| 25  | 17.03.1988                                                                                                | ВПС СРСР                                                                                                  | Баграм | — | збитий з землі |
| 26  | 07.06.1988                                                                                                | ВПС СРСР                                                                                                  | Кандагар                                                                                                  | — | знищений на аеродромі від ракетного обстрілу |
| 27  | 21.06.1988                                                                                                | ВПС СРСР                                                                                                  | Кандагар                                                                                                  | — | знищений на аеродромі від ракетного обстрілу |
| 28  | 24.06.1988                                                                                                | ВПС СРСР                                                                                                  | Кабул | — | знищені на аеродромі від ракетного обстрілу |
| 29  | 24.06.1988                                                                                                | ВПС СРСР                                                                                                  | Кабул | — | знищені на аеродромі від ракетного обстрілу |
| 30  | 24.06.1988                                                                                                | ВПС СРСР                                                                                                  | Кабул | — | знищені на аеродромі від ракетного обстрілу |
| 31  | 24.06.1988                                                                                                | ВПС СРСР                                                                                                  | Кабул | — | знищені на аеродромі від ракетного обстрілу |
| 32  | 24.06.1988                                                                                                | ВПС СРСР                                                                                                  | Кабул | — | знищені на аеродромі від ракетного обстрілу |
| 33  | 24.06.1988                                                                                                | ВПС СРСР                                                                                                  | Кабул | — | знищені на аеродромі від ракетного обстрілу |
| 34  | 24.06.1988                                                                                                | ВПС СРСР                                                                                                  | Кабул | — | знищені на аеродромі від ракетного обстрілу |
| 35  | 24.06.1988                                                                                                | ВПС СРСР                                                                                                  | Кабул | — | знищені на аеродромі від ракетного обстрілу |
| 36  | 04.08.1988                                                                                                | ВПС СРСР                                                                                                  | Хост | — | збитий пакистанським F-16A |
| 37  | 27.10.1988                                                                                                | ВПС СРСР                                                                                                  | не встановлено                                                                                            | — | знищений на аеродромі від ракетного обстрілу |
| 38  | 07.01.1989                                                                                                | ВПС СРСР                                                                                                  | Кабул | 1 загиблий                                                                                                | збитий з землі |
| 39  | 23.01.1989                                                                                                | ВПС СРСР                                                                                                  | не встановлено                                                                                            | — | не встановлено |
|     | | | | | |
| 40  | 27.11.1992                                                                                                | ВПС Росії                                                                                                 | Сєвєроморск-3                                                                                             | 1 загиблий                                                                                                | катастрофа Су-25УТГ |
| 41  | 04.09.1993                                                                                                | ВПС Росії                                                                                                 | неподалік узбережжя Чорного моря                                                                          | 1 загиблий                                                                                                | помилка екіпажу |
| 42  | 14.09.1993                                                                                                | ВПС Росії                                                                                                 | Ахалі-Атоні, Грузія                                                                                       | 1 загиблий                                                                                                | відомо про катастрофу російського Су-25 |
| 43  | 04.02.1995                                                                                                | ВПС Росії                                                                                                 | Ічкерія                                                                                                   | 1 загиблий                                                                                                | збитий з землі в ході першої російсько-чеченської війни |
| 44  | 04.02.1995                                                                                                | ВПС Росії                                                                                                 | Ічкерія                                                                                                   | — | збитий з землі в ході першої російсько-чеченської війни |
| 45  | 05.05.1995                                                                                                | ВПС Росії                                                                                                 | Ічкерія                                                                                                   | 1 загиблий                                                                                                | збитий з землі в ході першої російсько-чеченської війни |
| 46  | 04.04.1996                                                                                                | ВПС Росії                                                                                                 | Ічкерія                                                                                                   | — | збитий з землі в ході першої російсько-чеченської війни |
| 47  | 11.04.1998                                                                                                | ВПС Росії                                                                                                 | Душанбе, Таджикистан                                                                                      | 2 загиблих                                                                                                | катастрофа через технічну несправність |
| 48  | 09.09.1999                                                                                                | ВПС Росії                                                                                                 | Дагестан                                                                                                  | — | збитий з землі в ході другої російсько-чеченської війни |
| 49  | 03.10.1999                                                                                                | ВПС Росії                                                                                                 | Ічкерія                                                                                                   | 1 загиблий                                                                                                | збитий з землі в ході другої російсько-чеченської війни |
| 50  | 13.12.1999                                                                                                | ВПС Росії                                                                                                 | Ічкерія                                                                                                   | — | технічна несправність |
| 51  | 09.06.2000                                                                                                | ВПС Росії                                                                                                 | Ставропольський край                                                                                      | 1 загиблий                                                                                                | помилка екіпажу |
| 52  | 14.06.2001                                                                                                | ВПС Росії                                                                                                 | Чеченська Республіка                                                                                      | 1 загиблий                                                                                                | помилка екіпажу |
| 53  | 14.06.2001                                                                                                | ВПС Росії                                                                                                 | Чеченська Республіка                                                                                      | 1 загиблий                                                                                                | помилка екіпажу |
| 54  | 29.04.2002                                                                                                | ВПС Росії                                                                                                 | Чеченська Республіка                                                                                      | 1 загиблий                                                                                                | технічна несправність |
| 55  | 18.10.2004                                                                                                | ВПС Росії                                                                                                 | Чорне море                                                                                                | — | Су-25УТГ розбився при посадці на авіаносний крейсер |
| 56  | 21.05.2005                                                                                                | ВПС Росії                                                                                                 | Душанбе, Таджикистан                                                                                      | — | технічна несправність |
| 57  | 28.06.2006                                                                                                | ВПС Росії                                                                                                 | Брянська область                                                                                          | 1 загиблий                                                                                                | технічна несправність |
| 58  | 20.03.2008                                                                                                | ВПС Росії                                                                                                 | Приморський край                                                                                          | 1 загиблий                                                                                                | помилково збитий |
| 59  | 08.08.2008                                                                                                | ВПС Росії                                                                                                 | Цхінвалі, Грузія                                                                                          | — | Су-25БМ збитий з землі Збройними силами Грузії в ході Російсько-грузинської війни |
| 60  | 09.08.2008                                                                                                | ВПС Росії                                                                                                 | Цхінвалі, Грузія                                                                                          | — | Су-25СМ збитий з землі Збройними силами Грузії в ході Російсько-грузинської війни |
| 61  | 09.08.2008                                                                                                | ВПС Росії                                                                                                 | Цхінвалі, Грузія                                                                                          | 1 загиблий                                                                                                | Су-25БМ збитий з землі Збройними силами Грузії в ході Російсько-грузинської війни |
| 62  | 06.08.2010                                                                                                | ВПС Росії                                                                                                 | Забайкальський край                                                                                       | — | Су-25УБ розбився через технічну несправність |
| 63  | 23.09.2013                                                                                                | ВПС Росії                                                                                                 | Краснодарський край, 49 км північно-східніше Приморсько-Ахтарська                                         | — | нештатна ситуація під час виконання навчально-тренувального польоту |
|     | | | | | |
| 64  | 29.02.2016                                                                                                | ПКС Росії                                                                                                 | Ставропольський край                                                                                      | 1 загиблий                                                                                                | технічна несправність |
| 65  | 30.03.2016                                                                                                | ПКС Росії                                                                                                 | Приморський край                                                                                          | — | літак Су-25 розбився через технічну несправність |
| 66  | 03.02.2018                                                                                                | ПКС Росії                                                                                                 | Ідліб, Сирія                                                                                              | — | літак Су-25 номер 06 синій збитий з землі ПЗРК підрозділом Хайят Тахрір аш-Шам |
| 67  | 03.09.2019                                                                                                | ПКС Росії                                                                                                 | Ставропольський край                                                                                      | 2 загиблих                                                                                                | літак Су-25УБ розбився через технічну несправність |
| 68  | 20.02.2020                                                                                                | ПКС Росії                                                                                                 | Липецька область                                                                                          | — | літак Су-25 загорівся на аеродромі |
|     | | | | | |
| 69  | — | ПКС Росії                                                                                                 | Гостомель, Київська область                                                                               | — | збитий над Гостомелем у лютому чи березні 2022 року |
| 70  | 24.02.2022                                                                                                | ПКС Росії                                                                                                 | Воронезька область                                                                                        | — | обставини падіння невідомі, втрата зафіксована російською стороною |
| 71  | 01.03.2022                                                                                                | ПКС Росії                                                                                                 | не встановлено                                                                                            | 1 загиблий                                                                                                | обставини падіння не встановлені, ідентифіковано по загиблому пілоту |
| 72  | 02.03.2022                                                                                                | ПКС Росії                                                                                                 | Вишеград, Київська область                                                                                | 1 загиблий                                                                                                | літак Су-25СМ б/н RF-91961 збитий в ході бойових дій |
| 73  | 04.03.2022                                                                                                | ПКС Росії                                                                                                 | Волноваха, Донецька область                                                                               | 1 загиблий                                                                                                | літак Су-25СМ3 б/н RF-93026 збитий в ході бойових дій |
| 74  | 04.03.2022                                                                                                | ПКС Росії                                                                                                 | Бучанський р-н, Київська область                                                                          | 1 загиблий                                                                                                | літак Су-25СМ б/н RF-91958 збитий в ході бойових дій |
| 75  | 07.03.2022                                                                                                | ПКС Росії                                                                                                 | Бучанський р-н, Київська область                                                                          | 1 загиблий                                                                                                | літак Су-25 б/н RF-90969 збитий в ході бойових дій |
| 76  | 10.03.2022                                                                                                | ПКС Росії                                                                                                 | Бехи, Житомирська область                                                                                 | 1 загиблий                                                                                                | літак Су-25СМ б/н RF-91969 збитий з ПЗРК |
| 77  | 12.03.2022                                                                                                | ПКС Росії                                                                                                 | не встановлено                                                                                            | — | літак Су-25БМ б/н RF-90965 дістав значні пошкодження у ході бойових дій |
| 78  | 12.05.2022                                                                                                | ПКС Росії                                                                                                 | Попасна, Луганська область                                                                                | 1 загиблий                                                                                                | збитий в бою |
| 79  | 22.05.2022                                                                                                | ПКС Росії                                                                                                 | не встановлено                                                                                            | — | збитий з ПЗРК Ігла |
| 80  | 01.06.2022                                                                                                | ПКС Росії                                                                                                 | Київська область                                                                                          | — | збитий на початку війни літак Су-25 б/н RF-93027, уламки знайдено 01.06.22 |
| 81  | 16.06.2022                                                                                                | ПКС Росії                                                                                                 | Київська область                                                                                          | — | 16.06.22 з'явилися фото не публікованих раніше уламків Су-25 |
| 82  | 17.06.2022                                                                                                | ПКС Росії                                                                                                 | Корочанський р-н, Бєлгородська область                                                                    | — | розбився внаслідок зіткнення із ЛЕП |
| 83  | 18.06.2022                                                                                                | ПКС Росії                                                                                                 | Світлодарськ, Донецька область                                                                            | 1 полонений                                                                                               | збитий з ПЗРК Ігла |
| 84  | 21.06.2022                                                                                                | ПКС Росії                                                                                                 | Гусєв, Ростовська область                                                                                 | 1 загиблий                                                                                                | літак Су-25 б/н RF-90958 зачепив опору ЛЕП |
| -   | 16.07.2022 заявлене збиття Су-25 із ПЗРК «Ігла» на Запорізькому напрямку                                  | 16.07.2022 заявлене збиття Су-25 із ПЗРК «Ігла» на Запорізькому напрямку                                  | 16.07.2022 заявлене збиття Су-25 із ПЗРК «Ігла» на Запорізькому напрямку                                  | 16.07.2022 заявлене збиття Су-25 із ПЗРК «Ігла» на Запорізькому напрямку                                  | 16.07.2022 заявлене збиття Су-25 із ПЗРК «Ігла» на Запорізькому напрямку |
| -   | 17.07.2022 заявлене збиття Су-25 із ПЗРК «Ігла» на Запорізькому напрямку                                  | 17.07.2022 заявлене збиття Су-25 із ПЗРК «Ігла» на Запорізькому напрямку                                  | 17.07.2022 заявлене збиття Су-25 із ПЗРК «Ігла» на Запорізькому напрямку                                  | 17.07.2022 заявлене збиття Су-25 із ПЗРК «Ігла» на Запорізькому напрямку                                  | 17.07.2022 заявлене збиття Су-25 із ПЗРК «Ігла» на Запорізькому напрямку |
| -   | 24.07.2022 заявлене збиття Су-25 із ПЗРК «Ігла» 25 ОПДБр                                                  | 24.07.2022 заявлене збиття Су-25 із ПЗРК «Ігла» 25 ОПДБр                                                  | 24.07.2022 заявлене збиття Су-25 із ПЗРК «Ігла» 25 ОПДБр                                                  | 24.07.2022 заявлене збиття Су-25 із ПЗРК «Ігла» 25 ОПДБр                                                  | 24.07.2022 заявлене збиття Су-25 із ПЗРК «Ігла» 25 ОПДБр |
| 85  | 29.07.2022                                                                                                | ПКС Росії                                                                                                 | Донецька область                                                                                          | — | збитий у ході бойових дій |
| -   | 10.08.2022 заявлене збиття Су-25 із ПЗРК «Ігла» на Запорізькому напрямку                                  | 10.08.2022 заявлене збиття Су-25 із ПЗРК «Ігла» на Запорізькому напрямку                                  | 10.08.2022 заявлене збиття Су-25 із ПЗРК «Ігла» на Запорізькому напрямку                                  | 10.08.2022 заявлене збиття Су-25 із ПЗРК «Ігла» на Запорізькому напрямку                                  | 10.08.2022 заявлене збиття Су-25 із ПЗРК «Ігла» на Запорізькому напрямку |
| -   | 12.08.2022 заявлене збиття Су-25 на сході України                                                         | 12.08.2022 заявлене збиття Су-25 на сході України                                                         | 12.08.2022 заявлене збиття Су-25 на сході України                                                         | 12.08.2022 заявлене збиття Су-25 на сході України                                                         | 12.08.2022 заявлене збиття Су-25 на сході України |
| 86  | 21.08.2022                                                                                                | ПКС Росії                                                                                                 | Донецька область                                                                                          | — | збито з ПЗРК Ігла |
| -   | 22.08.2022 заявлене збиття Су-25 із ПЗРК «Ігла» у Бахмуті                                                 | 22.08.2022 заявлене збиття Су-25 із ПЗРК «Ігла» у Бахмуті                                                 | 22.08.2022 заявлене збиття Су-25 із ПЗРК «Ігла» у Бахмуті                                                 | 22.08.2022 заявлене збиття Су-25 із ПЗРК «Ігла» у Бахмуті                                                 | 22.08.2022 заявлене збиття Су-25 із ПЗРК «Ігла» у Бахмуті |
| -   | 02.09.2022 заявлене збиття Су-25 із ПЗРК «Стінгер» у Бериславському районі Херсонської області            | 02.09.2022 заявлене збиття Су-25 із ПЗРК «Стінгер» у Бериславському районі Херсонської області            | 02.09.2022 заявлене збиття Су-25 із ПЗРК «Стінгер» у Бериславському районі Херсонської області            | 02.09.2022 заявлене збиття Су-25 із ПЗРК «Стінгер» у Бериславському районі Херсонської області            | 02.09.2022 заявлене збиття Су-25 із ПЗРК «Стінгер» у Бериславському районі Херсонської області |
| 87  | 09.09.2022                                                                                                | ПКС Росії                                                                                                 | АР Крим                                                                                                   | 1 загиблий                                                                                                | розбився внаслідок технічної несправності |
| 88  | 11.09.2022                                                                                                | ПКС Росії                                                                                                 | Харківська область                                                                                        | — | уламки літака Су-25 б/н RF-95134 знайдені 11.09.22 |
| -   | 13.09.2022 заявлене збиття Су-25 підрозділом 11-го зенітного ракетного полку                              | 13.09.2022 заявлене збиття Су-25 підрозділом 11-го зенітного ракетного полку                              | 13.09.2022 заявлене збиття Су-25 підрозділом 11-го зенітного ракетного полку                              | 13.09.2022 заявлене збиття Су-25 підрозділом 11-го зенітного ракетного полку                              | 13.09.2022 заявлене збиття Су-25 підрозділом 11-го зенітного ракетного полку |
| -   | 19.09.2022 заявлене збиття Су-25 у Херсонській області                                                    | 19.09.2022 заявлене збиття Су-25 у Херсонській області                                                    | 19.09.2022 заявлене збиття Су-25 у Херсонській області                                                    | 19.09.2022 заявлене збиття Су-25 у Херсонській області                                                    | 19.09.2022 заявлене збиття Су-25 у Херсонській області |
| -   | 20.09.2022 заявлене збиття Су-25 у селі Чарівне, Херсонської області                                      | 20.09.2022 заявлене збиття Су-25 у селі Чарівне, Херсонської області                                      | 20.09.2022 заявлене збиття Су-25 у селі Чарівне, Херсонської області                                      | 20.09.2022 заявлене збиття Су-25 у селі Чарівне, Херсонської області                                      | 20.09.2022 заявлене збиття Су-25 у селі Чарівне, Херсонської області |
| -   | 23.09.2022 заявлене збиття Су-25 у Херсонській області                                                    | 23.09.2022 заявлене збиття Су-25 у Херсонській області                                                    | 23.09.2022 заявлене збиття Су-25 у Херсонській області                                                    | 23.09.2022 заявлене збиття Су-25 у Херсонській області                                                    | 23.09.2022 заявлене збиття Су-25 у Херсонській області |
| -   | 24.09.2022 заявлене збиття Су-25 підрозділами 25 ОПДБр у Херсонській області                              | 24.09.2022 заявлене збиття Су-25 підрозділами 25 ОПДБр у Херсонській області                              | 24.09.2022 заявлене збиття Су-25 підрозділами 25 ОПДБр у Херсонській області                              | 24.09.2022 заявлене збиття Су-25 підрозділами 25 ОПДБр у Херсонській області                              | 24.09.2022 заявлене збиття Су-25 підрозділами 25 ОПДБр у Херсонській області |
| -   | 25.09.2022 заявлене збиття Су-25 підрозділом 160 ЗРБр у Херсонській області                               | 25.09.2022 заявлене збиття Су-25 підрозділом 160 ЗРБр у Херсонській області                               | 25.09.2022 заявлене збиття Су-25 підрозділом 160 ЗРБр у Херсонській області                               | 25.09.2022 заявлене збиття Су-25 підрозділом 160 ЗРБр у Херсонській області                               | 25.09.2022 заявлене збиття Су-25 підрозділом 160 ЗРБр у Херсонській області |
| -   | 26.09.2022 заявлене збиття Су-25 підрозділом 160 ЗРБр у Баштанському районі Миколаївської області         | 26.09.2022 заявлене збиття Су-25 підрозділом 160 ЗРБр у Баштанському районі Миколаївської області         | 26.09.2022 заявлене збиття Су-25 підрозділом 160 ЗРБр у Баштанському районі Миколаївської області         | 26.09.2022 заявлене збиття Су-25 підрозділом 160 ЗРБр у Баштанському районі Миколаївської області         | 26.09.2022 заявлене збиття Су-25 підрозділом 160 ЗРБр у Баштанському районі Миколаївської області                                                                                                   |
| -   | 29.09.2022 заявлене збиття Су-25 підрозділом 160 ЗРБр у Баштанському районі Миколаївської області         | 29.09.2022 заявлене збиття Су-25 підрозділом 160 ЗРБр у Баштанському районі Миколаївської області         | 29.09.2022 заявлене збиття Су-25 підрозділом 160 ЗРБр у Баштанському районі Миколаївської області         | 29.09.2022 заявлене збиття Су-25 підрозділом 160 ЗРБр у Баштанському районі Миколаївської області         | 29.09.2022 заявлене збиття Су-25 підрозділом 160 ЗРБр у Баштанському районі Миколаївської області                                                                                                   |
| -   | 29.09.2022 заявлене збиття другого Су-25 підрозділом 160 ЗРБр у Баштанському районі Миколаївської області | 29.09.2022 заявлене збиття другого Су-25 підрозділом 160 ЗРБр у Баштанському районі Миколаївської області | 29.09.2022 заявлене збиття другого Су-25 підрозділом 160 ЗРБр у Баштанському районі Миколаївської області | 29.09.2022 заявлене збиття другого Су-25 підрозділом 160 ЗРБр у Баштанському районі Миколаївської області | 29.09.2022 заявлене збиття другого Су-25 підрозділом 160 ЗРБр у Баштанському районі Миколаївської області                                                                                           |
| -   | 03.10.2022 заявлене збиття Су-25                                                                          | 03.10.2022 заявлене збиття Су-25                                                                          | 03.10.2022 заявлене збиття Су-25                                                                          | 03.10.2022 заявлене збиття Су-25                                                                          | 03.10.2022 заявлене збиття Су-25 |
| -   | 03.10.2022 заявлене збиття другого Су-25 підрозділом 208 ЗРБр у Бериславському районі Херсонської області | 03.10.2022 заявлене збиття другого Су-25 підрозділом 208 ЗРБр у Бериславському районі Херсонської області | 03.10.2022 заявлене збиття другого Су-25 підрозділом 208 ЗРБр у Бериславському районі Херсонської області | 03.10.2022 заявлене збиття другого Су-25 підрозділом 208 ЗРБр у Бериславському районі Херсонської області | 03.10.2022 заявлене збиття другого Су-25 підрозділом 208 ЗРБр у Бериславському районі Херсонської області                                                                                           |
| -   | 09.10.2022 заявлене збиття Су-25 у Миколаївській області                                                  | 09.10.2022 заявлене збиття Су-25 у Миколаївській області                                                  | 09.10.2022 заявлене збиття Су-25 у Миколаївській області                                                  | 09.10.2022 заявлене збиття Су-25 у Миколаївській області                                                  | 09.10.2022 заявлене збиття Су-25 у Миколаївській області |
| 89  | 09.10.2022                                                                                                | ПКС Росії                                                                                                 | Міллеровський р-н, Ростовська область                                                                     | 1 загиблий                                                                                                | не встановлено, пілот загинув |
| 90  | 10.12.2022                                                                                                | ПКС Росії                                                                                                 | не встановлено                                                                                            | — | була задокументована жорстка посадка |
| -   | 18.10.2022 заявлене збиття Су-25 підрозділом 208 ЗРБр у Бериславському районі Херсонської області         | 18.10.2022 заявлене збиття Су-25 підрозділом 208 ЗРБр у Бериславському районі Херсонської області         | 18.10.2022 заявлене збиття Су-25 підрозділом 208 ЗРБр у Бериславському районі Херсонської області         | 18.10.2022 заявлене збиття Су-25 підрозділом 208 ЗРБр у Бериславському районі Херсонської області         | 18.10.2022 заявлене збиття Су-25 підрозділом 208 ЗРБр у Бериславському районі Херсонської області                                                                                                   |
| -   | 21.10.2022 заявлене збиття Су-25 підрозділом 160 ЗРБр у Баштанському районі Миколаївської області         | 21.10.2022 заявлене збиття Су-25 підрозділом 160 ЗРБр у Баштанському районі Миколаївської області         | 21.10.2022 заявлене збиття Су-25 підрозділом 160 ЗРБр у Баштанському районі Миколаївської області         | 21.10.2022 заявлене збиття Су-25 підрозділом 160 ЗРБр у Баштанському районі Миколаївської області         | 21.10.2022 заявлене збиття Су-25 підрозділом 160 ЗРБр у Баштанському районі Миколаївської області                                                                                                   |
| -   | 27.10.2022 заявлене збиття Су-25 підрозділом 160 ЗРБр у Херсонській області                               | 27.10.2022 заявлене збиття Су-25 підрозділом 160 ЗРБр у Херсонській області                               | 27.10.2022 заявлене збиття Су-25 підрозділом 160 ЗРБр у Херсонській області                               | 27.10.2022 заявлене збиття Су-25 підрозділом 160 ЗРБр у Херсонській області                               | 27.10.2022 заявлене збиття Су-25 підрозділом 160 ЗРБр у Херсонській області |
| -   | 30.10.2022 заявлене збиття Су-25 на півдні України                                                        | 30.10.2022 заявлене збиття Су-25 на півдні України                                                        | 30.10.2022 заявлене збиття Су-25 на півдні України                                                        | 30.10.2022 заявлене збиття Су-25 на півдні України                                                        | 30.10.2022 заявлене збиття Су-25 на півдні України |
| -   | 07.11.2022 заявлене збиття Су-25 підрозділом ПвК «Південь» у Херсонській області                          | 07.11.2022 заявлене збиття Су-25 підрозділом ПвК «Південь» у Херсонській області                          | 07.11.2022 заявлене збиття Су-25 підрозділом ПвК «Південь» у Херсонській області                          | 07.11.2022 заявлене збиття Су-25 підрозділом ПвК «Південь» у Херсонській області                          | 07.11.2022 заявлене збиття Су-25 підрозділом ПвК «Південь» у Херсонській області |
| -   | 04.01.2023 заявлене збиття Су-25 на східному напрямку                                                     | 04.01.2023 заявлене збиття Су-25 на східному напрямку                                                     | 04.01.2023 заявлене збиття Су-25 на східному напрямку                                                     | 04.01.2023 заявлене збиття Су-25 на східному напрямку                                                     | 04.01.2023 заявлене збиття Су-25 на східному напрямку |
| 91  | 05.01.2023                                                                                                | ПКС Росії                                                                                                 | Чорнобаївка, Херсонська область                                                                           | — | відео із збитим раніше літаком Су-25 б/н RF-95152 було оприлюднене 07.01.23 |
| -   | 12.01.2023 заявлене збиття Су-25 на східному напрямку                                                     | 12.01.2023 заявлене збиття Су-25 на східному напрямку                                                     | 12.01.2023 заявлене збиття Су-25 на східному напрямку                                                     | 12.01.2023 заявлене збиття Су-25 на східному напрямку                                                     | 12.01.2023 заявлене збиття Су-25 на східному напрямку |
| -   | 17.01.2023 заявлене збиття Су-25 у районі міста Соледар                                                   | 17.01.2023 заявлене збиття Су-25 у районі міста Соледар                                                   | 17.01.2023 заявлене збиття Су-25 у районі міста Соледар                                                   | 17.01.2023 заявлене збиття Су-25 у районі міста Соледар                                                   | 17.01.2023 заявлене збиття Су-25 у районі міста Соледар |
| -   | 24.01.2023 заявлене збиття Су-25 у Бахмутському районі підрозділом НГУ                                    | 24.01.2023 заявлене збиття Су-25 у Бахмутському районі підрозділом НГУ                                    | 24.01.2023 заявлене збиття Су-25 у Бахмутському районі підрозділом НГУ                                    | 24.01.2023 заявлене збиття Су-25 у Бахмутському районі підрозділом НГУ                                    | 24.01.2023 заявлене збиття Су-25 у Бахмутському районі підрозділом НГУ |
| -   | 25.01.2023 заявлене збиття Су-25 на східному напрямку                                                     | 25.01.2023 заявлене збиття Су-25 на східному напрямку                                                     | 25.01.2023 заявлене збиття Су-25 на східному напрямку                                                     | 25.01.2023 заявлене збиття Су-25 на східному напрямку                                                     | 25.01.2023 заявлене збиття Су-25 на східному напрямку |
| -   | 27.01.2023 заявлене збиття Су-25 підрозділом 201 ЗРБр на східному напрямку                                | 27.01.2023 заявлене збиття Су-25 підрозділом 201 ЗРБр на східному напрямку                                | 27.01.2023 заявлене збиття Су-25 підрозділом 201 ЗРБр на східному напрямку                                | 27.01.2023 заявлене збиття Су-25 підрозділом 201 ЗРБр на східному напрямку                                | 27.01.2023 заявлене збиття Су-25 підрозділом 201 ЗРБр на східному напрямку |
| 92  | 07.02.2023                                                                                                | ПКС Росії                                                                                                 | Бахмут, Донецька область                                                                                  | — | збитий в ході бойових дій |
| 93  | 11.02.2023                                                                                                | ПКС Росії                                                                                                 | Бахмут, Донецька область                                                                                  | — | збитий в ході бойових дій |
| 94  | 23.02.2023                                                                                                | ПКС Росії                                                                                                 | Оріхове, Бєлгородська область                                                                             | 1 загиблий                                                                                                | розбився Су-25 б/н RF-95143 |
| 95  | 26.02.2023                                                                                                | ПКС Росії                                                                                                 | не встановлено                                                                                            | — | розбився за нез'ясованих обставин |
| 96  | 01.03.2023                                                                                                | ПКС Росії                                                                                                 | не встановлено                                                                                            | — | відео раніше збитого літака опубліковане 1 березня 2023 |
| 97  | 07.04.2023                                                                                                | ПКС Росії                                                                                                 | Марʼїнка, Донецька область                                                                                | 1 загиблий                                                                                                | збитий з землі у ході бойових дій |
| 98  | 17.07.2023                                                                                                | ПКС Росії                                                                                                 | акваторія Єйську, Краснодарський край                                                                     | 1 загиблий                                                                                                | літак Су-25 б/н RF-94685 впав у Азовське море під час планового польоту |
| 99  | 25.08.2023                                                                                                | ПКС Росії                                                                                                 | Роботине, Запорізька область                                                                              | — | бійці 47 ОМБр опублікували відео збиття російського штурмовика Су-25 |
| -   | 04.05.2024 заявлене збиття Су-25 підрозділом 110 ОМБр на Донеччині                                        | 04.05.2024 заявлене збиття Су-25 підрозділом 110 ОМБр на Донеччині                                        | 04.05.2024 заявлене збиття Су-25 підрозділом 110 ОМБр на Донеччині                                        | 04.05.2024 заявлене збиття Су-25 підрозділом 110 ОМБр на Донеччині                                        | 04.05.2024 заявлене збиття Су-25 підрозділом 110 ОМБр на Донеччині |
| -   | 09.05.2024 заявлене збиття Су-25 в районі Авдіївки                                                        | 09.05.2024 заявлене збиття Су-25 в районі Авдіївки                                                        | 09.05.2024 заявлене збиття Су-25 в районі Авдіївки                                                        | 09.05.2024 заявлене збиття Су-25 в районі Авдіївки                                                        | 09.05.2024 заявлене збиття Су-25 в районі Авдіївки |
| -   | 11.05.2024 заявлене збиття Су-25 підрозділом 110 ОМБр в районі Авдіївки                                   | 11.05.2024 заявлене збиття Су-25 підрозділом 110 ОМБр в районі Авдіївки                                   | 11.05.2024 заявлене збиття Су-25 підрозділом 110 ОМБр в районі Авдіївки                                   | 11.05.2024 заявлене збиття Су-25 підрозділом 110 ОМБр в районі Авдіївки                                   | 11.05.2024 заявлене збиття Су-25 підрозділом 110 ОМБр в районі Авдіївки |
| -   | 13.05.2024 заявлене збиття Су-25 підрозділом 110 ОМБр на Донеччині                                        | 13.05.2024 заявлене збиття Су-25 підрозділом 110 ОМБр на Донеччині                                        | 13.05.2024 заявлене збиття Су-25 підрозділом 110 ОМБр на Донеччині                                        | 13.05.2024 заявлене збиття Су-25 підрозділом 110 ОМБр на Донеччині                                        | 13.05.2024 заявлене збиття Су-25 підрозділом 110 ОМБр на Донеччині |
| -   | 22.05.2024 заявлене збиття Су-25 на Покровському напрямку в Донецькій області                             | 22.05.2024 заявлене збиття Су-25 на Покровському напрямку в Донецькій області                             | 22.05.2024 заявлене збиття Су-25 на Покровському напрямку в Донецькій області                             | 22.05.2024 заявлене збиття Су-25 на Покровському напрямку в Донецькій області                             | 22.05.2024 заявлене збиття Су-25 на Покровському напрямку в Донецькій області |
| -   | 23.05.2024 заявлене збиття Су-25 підрозділом 110 ОМБр на Донеччині                                        | 23.05.2024 заявлене збиття Су-25 підрозділом 110 ОМБр на Донеччині                                        | 23.05.2024 заявлене збиття Су-25 підрозділом 110 ОМБр на Донеччині                                        | 23.05.2024 заявлене збиття Су-25 підрозділом 110 ОМБр на Донеччині                                        | 23.05.2024 заявлене збиття Су-25 підрозділом 110 ОМБр на Донеччині |
| 100 | 25.05.2024                                                                                                | ПКС Росії                                                                                                 | Донецька область                                                                                          | — | 25 травня було заявлене збиття Су-25 із ПЗРК, згодом зʼявилося ймовірне відео ураження літака |
| -   | 25.05.2024 заявлене збиття Су-25 підрозділом 110 ОМБр на Донеччині                                        | 25.05.2024 заявлене збиття Су-25 підрозділом 110 ОМБр на Донеччині                                        | 25.05.2024 заявлене збиття Су-25 підрозділом 110 ОМБр на Донеччині                                        | 25.05.2024 заявлене збиття Су-25 підрозділом 110 ОМБр на Донеччині                                        | 25.05.2024 заявлене збиття Су-25 підрозділом 110 ОМБр на Донеччині |
| 101 | 10.06.2024                                                                                                | ПКС Росії                                                                                                 | Донецька область                                                                                          | — | 10 червня було заявлене збиття Су-25 із ПЗРК, згодом зʼявилося ймовірне відео ураження літака |
| 102 | 23.06.2024                                                                                                | ПКС Росії                                                                                                 | Донецька область                                                                                          | — | літак збитий з ПЗРК «Ігла» силами 31 бригади НГУ на Донецькому напрямку |
| -   | 19.07.2024 заявлене збиття Су-25 На Покровському напрямку Донецької області                               | 19.07.2024 заявлене збиття Су-25 На Покровському напрямку Донецької області                               | 19.07.2024 заявлене збиття Су-25 На Покровському напрямку Донецької області                               | 19.07.2024 заявлене збиття Су-25 На Покровському напрямку Донецької області                               | 19.07.2024 заявлене збиття Су-25 На Покровському напрямку Донецької області |
| 103 | 23.07.2024                                                                                                | ПКС Росії                                                                                                 | Троїцьке, Донецька область                                                                                | — | літак збитий з ПЗРК на Покровському напрямку |
| -   | 03.08.2024 заявлене знищення Су-25 на аеродромі «Морозовськ»                                              | 03.08.2024 заявлене знищення Су-25 на аеродромі «Морозовськ»                                              | 03.08.2024 заявлене знищення Су-25 на аеродромі «Морозовськ»                                              | 03.08.2024 заявлене знищення Су-25 на аеродромі «Морозовськ»                                              | 03.08.2024 заявлене знищення Су-25 на аеродромі «Морозовськ» |
| 104 | 27.08.2024                                                                                                | ПКС Росії                                                                                                 | Донецька область                                                                                          | — | літак збитий з ПЗРК на Краматорському напрямку |
| 105 | 02.10.2024                                                                                                | ПКС Росії                                                                                                 | Бахмутський р-н, Донецька область                                                                         | — | ймовірно збитий внаслідок «дружнього вогню», пілот загинув |
| 106 | 08.02.2025                                                                                                | ПКС Росії                                                                                                 | Донецька область                                                                                          | — | літак збитий воїнами 28 ОМБр з ПЗРК «Ігла» на Торецькому напрямку |
| 107 | 24.03.2025                                                                                                | ПКС Росії                                                                                                 | Приморський край                                                                                          | — | розбився через технічну несправність двигуна |
| 108 | 13.05.2025                                                                                                | ПКС Росії                                                                                                 | Україна                                                                                                   | — | збитий з ПЗРК «Ігла» силами 58 ОМПБр |
| 109 | 13.06.2025                                                                                                | ПКС Росії                                                                                                 | Соледар, Донецька область                                                                                 | — | літак втрачений внаслідок дружнього вогню з веденого Су-25. Також припускаються версії з технічними несправностями та нештатним спрацюванням некерованої авіаційної ракети (точні причини невідомі) |

### Втрати інших країн
| №  | дата       | приналежність           | місце                                    | жертви     | подробиці |
| -- | ---------- | ----------------------- | ---------------------------------------- | ---------- | --- |
| 1  | 17.04.1989 | Повітряні сили Болгарії | Народна Республіка Болгарія              | —          | Су-25К розбився під час навчань                                                                                              |
| 2  | 13.06.1992 | ПС Азербайджану         | Аскеран, Азербайджан                     | 1 загиблий | збитий у Першій карабаській війні                                                                                            |
| 3  | 04.07.1993 | ПС Азербайджану         | Аскеранський район, Азербайджан          | 1 загиблий | збитий у Першій карабаській війні                                                                                            |
| 4  | 30.06.2007 | ВПС ДР Конго            | Кісангані, Демократична Республіка Конго | 1 загиблий | Су-25 пілотований російським пілотом розбився під час параду                                                                 |
| 5  | 04.03.2010 | ПС Азербайджану         | Товузський р-н, Азербайджан              | 1 загиблий | Су-25 розбився під час польоту                                                                                               |
| 6  | 03.02.2011 | ПС Азербайджану         | Кюрдамирський р-н, Азербайджан           | —          | Су-25 розбився під час польоту                                                                                               |
| 7  | 12.06.2012 | ВПС Республіки Білорусь | Новогрудський р-н, Гродненська область   | 1 загиблий | Су-25 116-ї штурмової авіаційної бази Міноборони Білорусі зазнав аварії при виконанні планових польотів                      |
| 8  | 30.09.2014 | ВПС Республіки Білорусь | Лідський район, Гродненська область      | —          | не зʼясовано |
| 9  | 03.12.2018 | ПС Вірменії             | Ширак, Вірменія                          | 2 загиблих | літак Су-25УБК розбився під час польоту                                                                                      |
| 10 | 29.09.2020 | ПС Вірменії             | Вірменія                                 | 1 загиблий | втрачений у Другій карабаській війні                                                                                         |
| 11 | 04.10.2020 | ПС Азербайджану         | Джебраїл, Азербайджан                    | 1 загиблий | Азербайджан підтвердив втрату одного Су-25 у Другій карабаській війні                                                        |
| 12 | 28.09.2022 | Повітряні сили Болгарії | Безмер, Ямбольська область               | —          | літак Су-25К знищений після падіння біля ЗПС під час заходу на посадку на авіабазу Безмер, пілот Пейо Дончев катапультувався |
| 13 | 04.10.2022 | Повітряні сили Малі     | Гао, Малі                                | 1 загиблий | розбився поставлений Росією у 2022 році літак, відомо про ймовірно російського загиблого пілота                              |
| 14 | 09.09.2023 | Повітряні сили Малі     | Альмустарата, Малі                       | —          | розбився поставлений Росією у 2023 році літак Су-25 б/н TZ-25C через технічну помилку                                        |
| 15 | 02.07.2024 | Повітряні сили Грузії   | Болнісі, Грузія                          | 1 загиблий | літак Су-25 розбився під час військових навчань                                                                              |

### Втрати в Україні
Протягом періоду 1991—2013 відомо про 1 літак Су-25 що зазнав катастрофи (2002 року), 5 втрачених штурмовиків протягом боїв з Росією на Донбасі влітку 2014 року, 2 Су-25 що зазнали катастроф протягом 2015-2021 (2015 та 2016 роки), а також щонайменше 17 знищених та пошкоджених штурмовиків Су-25 протягом російського повномасштабного вторгнення в Україну з 2022 року.

## Тактико-технічні характеристики
Дані для літака Су-25К (пізнього виробництва) взяті з: Sukhoi, Jane's All The World's Aircraft 2003–2004

### Технічні характеристики
- Екіпаж: 1 особа
- Довжина: 15,36 м (з ППТ)
- Розмах крила: 14,36 м
- Висота: 4,8 м
- Площа крила: 30,1 м²
- Коефіцієнт видовження крила: 6
- Коефіцієнт звуження крила: 3,38

Схема Су-25 в 3 проекціях

- Кут стрілоподібності по передній межі: 20°
- Поперечне V крила: −2,5°
- База шасі: 3,57 м
- Колія шасі: 2,51 м
- Маса порожнього: 9 185 кг
- Маса спорядженого: 11 600 кг
- Нормальна злітна маса: 14 530 кг
- Максимальна злітна маса: 17 530 кг
- Практична стеля (без підвісок): 7000-10 000 м[224]
- Максимальна висота бойового застосування: 5 000 м
- Маса палива у внутрішніх баках: 3 000 кг
- Маса броньованого захисту: 595 кг
  - ліхтар: 48,5 кг лобове (бронескло)
  - кабіна пілота: 424,9 кг
  - паливна та оливна: 121,6 кг
- Маса протектора: 160 кг
- Силова установка: 2×ТРД Р-95Ш
- Тяга: 2×4500 кгс (44,12 кН)

### Льотні характеристики

Схема підвіски озброєння на Су-25

- Максимальна швидкість: 975 км/год, M=0,79
- Крейсерська швидкість: 750 км/год
- Посадкова швидкість: 210 км/год
- Практична дальність: (з норм. бойовим навантаженням)
  - на висоті:
    - без ППБ: 640 км
    - з 2 × ППБ-800: 950 км
    - з 4 × ППБ-800: 1250 км

  - у землі:
    - без ППБ: 495 км
    - з 2 × ППБ-800: 620 км
    - з 4 × ППБ-800: 750 км
- Перегінний радіус: 1950 км
- Практична стеля: 7 000 м
- Висота бойового застосування з максимальним бойовим навантаженням: 5 000 м
- Швидкопідйомність: 60 м/с
- Навантаження на крило: 485 кг/м²
- Тягооснащеність:  0,56/0,466 (при норм./макс. злітній масі)
- Максимальне експлуатаційне перевантаження: +6,5 g

### Озброєння
- Стрілецько-гарматне: 1×30 мм двоствольна гармата ГШ-30-2, 250 сн.
- Точки підвісу: 11
- Бойове навантаження: 
  - нормальне: 1400 кг (4×ФАБ-250+2×Р-60+боезапас гармати)
  - максимальне: 4400 кг
- Керовані ракети:
  - ракети «повітря — повітря»: 
    - 2 × Р-60
    - 2 × Р-73

  - ракети «повітря — поверхня»:
    - 4 × Х-25
    - 2 × Х-29
    - 8 × C-25Л
- Некеровані ракети:
  - 256 (8×32)×57 мм С-5 в блоках УБ-32 або
  - 160 (8×20)×80 мм С-8 в блоках Б-8 або
  - 40 (8×5)×122 мм С-13 в блоках Б-13 або
  - 8×240 мм С-24 або 266 мм С-25
- Бомби:
  - 8 × 500 кг (ФАБ-500, РБК-500, КАБ-500) або
  - 8 × 250 кг (ФАБ-250, РБК-250, КАБ-250) або
  - 8 або 32×100 кг або
  - 8 × контейнерів КМГУ-2
  - високоточна керована авіабомба AASM HAMMER — модифіковані Су-25 для потреб ПС ЗСУ[225]
- Інша зброя:
  - Блоки викиду хибних цілей АСО-2В

## Оператори

### Перелік операторів

#### Основні
Азербайджан: 33 Су-25 і 5 Су-25УБ станом на 2024 рік.
 Білорусь: 21 Су-25К та Су-25УБК станом на 2024 рік, відомо про ще близько 20 на зберіганні.
 КНДР: 34 Су-25К та Су-25УБК станом на 2024 рік (отримані від СРСР в 1987-89 роках).
 РФ: 40 Су-25, ~110 Су-25СМ/СМ3, 15 Су-25УБ та 5 Су-25УТГ станом на 2024 рік, 34 втрачено у ході вторгнення без урахування інцидентів за межами бойових дій.
 Туркменістан: 31 Су-25 та Су-25МК станом на 2024 рік.
 Україна: Близько 16 Су-25/Су-25УБ станом на 2024 рік, 19 отримані Україною від союзників під час повномасштабного російського вторгнення, щонайменше 17 втрачено у ході бойових дій.

#### Інші
Ірак: 19 Су-25/Су-25К/Су-25УБК станом на 2023 рік (всього отримано 73 від СРСР, ще 5 придбано в 2014 році).
 Казахстан: 12 Су-25, Су-25СМ та 2 Су-25УБМ станом на 2024 рік (14 Су-25 та Су-25УБ отримані від РФ у грудні 1995 в обмін на Ту-95МС).
 Вірменія: 13 Су-25 та Су-25УБК станом на 2023 рік (Вірменія не мала Су-25 на момент розпаду СРСР, у 1994 році 4 були отримані від РФ, на початку 2000-х були закуплені 11 Су-25 і 4 Су-25УБ (12 з 14 літаків у Словаччині).
 Узбекистан: 12 Су-25 та Су-25БМ станом на 2023 рік.
 Судан: 11 Су-25 та Су-25УБ станом на 2023 рік (всього придбано 24 Су-25 з Білорусі, 14 у 2008-09 роках та ще 10 у 2013 році).
 Ангола: 10 одиниць станом на 2022 рік (протягом 1988-89 отримано 12 Су-25К та 2 Су-25УБК, потім ще 3 Су-25УБК).
 Чад: 7 Су-25 та 1 Су-25УБ станом на 2023 рік (4 Су-25 і 2 Су-25УБ придбані в України у 2009 році, ще 4 Су-25 придбано в 2013 році).
 Болгарія: 6 Су-25К та Су-25УБК згідно Military Balance 2024.
 Грузія: 5 Су-25КМ та Су-25Б станом на 2023 рік.
 Перу: 4 Су-25А та Су-25УБК станом на 2023 рік (18 літаків придбано у 1998 році в Білорусі).
 Екваторіальна Гвінея: 4 Су-25 та Су-25УБ станом на 2023 рік (придбані у 2005 році).
 Демократична Республіка Конго : 4 Су-25 станом на 2023 рік (у 2000 році придбано 4 Су-25 в Грузії, ще 2 в України у 2013 році, 2 розбилися).
 Ефіопія: 3 Су-25ТК та Су-25УБК станом на 2023 рік.
 Нігер: 2 Су-25 станом на 2023 рік (придбані в України у 2013 році).

#### Колишні
Афганістан: 12 отримано в 1986-90, нині зняті з озброєння.
 Гамбія: відомо про 1 Су-25 станом на 2008 рік, 2023-го знятий з озброєння.
 Еритрея: відомо про 2 Су-25 та 2 Су-25УБ у 2016 році, станом на 2023 рік зняті з озброєння.
 Іран: 7 були переміщені з Іраку під час війни в Затоці у 1991 році, у спробі врятувати частину авіації Саддама Хусейна, згодом придбані ще 6, станом на 2023 рік зняті з озброєння.
 Кот-д'Івуар: відомо про наявність Су-25 та придбання нових з Білорусі у 2004 році, станом на 2024 не перебуває на озброєнні.
 Малі: 2 Су-25 придбані у РФ впродовж 2022-23, тоді ж обидва і розбилися.
 Північна Македонія: у 2001 році Македонією Су-25 були придбані в України, передані Македонією в Україну у 2023.
 Словаччина: 2002 року 10 Су-25К зняті з озброєння і були продані у Вірменію.
 Чехія: 24 Су-25К/Су-25УБК зняті з озброєння у 2000 році, 12 продано у Грузію того ж року.

### Виробництво та модернізація

#### Грузія
Угода між Міністерством оборони Грузії та Тбіліським авіаційним заводом, підписана в липні 2020 року, передбачає модернізацію та капітальний ремонт літаків Су-25 Грузії.
Ремонт та модернізація літака Су-25 проводилися у співпраці Тбіліського авіаційного заводу (Tbilisi Aircraft Manufacturing, скорочено TAM; також відомий як JSC Tbilaviamsheni) та компанії Delta, а також за участі командування авіації та протиповітряної оборони Міністерства оборони Грузії.
Перший модернізований Су-25УБ здійснив випробувальний політ з аеродрому «Тбілавіамшені» (Тбіліського авіаційного заводу) 6 березня 2021 року.

#### Росія
- 968-й інструкторсько-дослідний змішаний авіаполк — Липецьк — одна ескадрилья Су-25СМ, Су-25, Су-25УБ
- 929-та випробовувальна ланка — Ахтубінськ — Су-25СМ, Су-25, Су-25УБ
- 209-й навчальний авіаполк — Борисоглібськ — одна ескадрилья Су-25, Су-25УБ
- 368-й штурмовий авіаполк — Будьоновск — три ескадрильї Су-25СМ, Су-25БМ, Су-25УБ
- 960-й штурмовий авіаполк — Приморсько-Ахтарськ — дві ескадрильї Су-25СМ, Су-25УБ
- 37-й змішаний авіаполк — Гвардійське — одна ескадрилья Су-25СМ, Су-25УБ
- 120-й штурмовий авіаполк — Домна — дві ескадрильї Су-25СМ, Су-25, Су-25УБ
- 187-й штурмовий авіаполк — Чернігівка — дві ескадрильї Су-25СМ, Су-25УБ
- 999-та авіабаза  —Кант (Киргизстан) — ланка Су-25СМ, Су-25, Су-25УБ[271].

#### Україна
Україна отримала 92 одиниці Су-25 в різних модифікаціях внаслідок розпаду СРСР. Станом на 1991 рік штурмовик Су-25 знаходився в Україні в складі 452 ОШАП (Чортків), 299 ОМШАП (Саки), 100 КВАП (Саки).
452 ОШАП наприкінці 2004 року був розформований. Су-25 були передані до складу 299 ШАБр. Також близько 13 Су-25 були перевезені на аеродром Івано-Франківськ. Станом на 2017 рік в Івано-Франківську знаходилося 3 Су-25. Наприкінці 2017 року Су-25 з Івано-Франківська відправили на ремонт в Запоріжжя.
Протягом 2009—2010 років частина Су-25 була продана в Чад (5—6 бортів, в тому числі Су-25УБ).
Також у 2009 році продано два Су-25УБ в Екваторіальну Гвінею, а в 2012 році 2 Су-25 були продані в ДР Конго.
У 2010 році на озброєння прийнято модернізовані Су-25М1 та Су-25УБМ1. Першим модернізованим бортом став борт № 41. Пізніше вийшли із заводу борти № 03, 04, 05 у зеленому камуфляжі.
З 2012 року Су-25М1 почали отримувати «піксельний» камуфляж. Першим отримав такий камуфляж борт № 06. А з 2015 року такий камуфляж отримують Су-25УБ.
Станом на 2014 рік в складі 299 БрТА в льотному стані було 14-16 Су-25 різних модифікацій.
За час літньої кампанії 2014 року втрачено 5 штурмовиків Су-25:
- 02 липня 2014 року. Аварія Су-25М1 борт № 06, який був підбитий з ПЗРК в р-ні Слов'янська. Розбився в аеропорту Дніпра. Льотчик катапультувався
- 16 липня 2014 року. Аварія Су-25М1 борт № 03. Збитий в р-ні м. Амвросіївка. Льотчик катапультувався
- 23 липня 2014 року. Аварія Су-25М1 борт № 04. Збитий в р-ні. Савур-Могили. Льотчик катапультувався
- 23 липня 2014 року. Аварія Су-25 борт № 33. Збитий в р-ні. Савур-Могили. Льотчик катапультувався.
- 29 серпня 2014 року. Аварія Су-25М1 борт № 08. Збитий в Старобешівському р-ні. Донецької обл. Льотчик катапультувався.

В 2015 році на озброєння прийнята модифікація Су-25М1К та Су-25УБМ1К, на якому, зокрема встановлено засоби захисту КУВ «Адрос».
На озброєнні у Повітряних силах Збройних сил України є[коли?] такі модифікації Су-25: Су-25УБ, Су-25К, Су-25УБК, Су-25УБМ1, Су-25УБМ1К, Су-25М1, Су-25М1К.
Бази дислокації в ПС ЗСУ:
- 299 бригада тактичної авіації імені генерал-лейтенанта Василя Нікіфорова — Миколаївська область, (Кульбакине).

14 січня 2024 року командувач Повітряних сил ЗСУ Микола Олещук повідомив, що не виключає посилення спроможностей бомбардувальників Су-24М за допомогою Mirage-2000D, а штурмовиків Су-25 — за допомогою A-10 Thunderbolt II. До цього Україна в рамках авіаційної коаліції домовилась про отримання європейських F-16.
10 червня 2024 року штурмовики Су-25 Повітряних Сил ЗСУ адаптували для застосування високоточних французьких авіабомб AASM HAMMER. Про це розповів начальник авіації командування ПС ЗСУ Сергій Голубцов в інтерв’ю «Донбас. Реалії».